# Papinska konklava 1061.
Papinska konklava, 1061. je održana 30. rujna 1061. godine u rimskoj crkvi Sveti Petar u okovima. Do konklave je došlo nakon smrti pape Nikole II., 27. srpnja. Predstavljao je prvi izbor napravljen po buli "In nomine Domini" koju je 1059. donio Nikola II. i u njoj propisao kako papu mora izabirati isključivo kolegij kardinala. Izbor je organizirao redovnik Hildebrand iz Soane, jedan od najuglednijih crkvenih vođa. Kardinali, među kojima je najistaknutiji bio Petar Damjan, su za novog papu izabrali Anselma di Baggia, biskupa Lucce, jednog od vođa patarenskog pokreta u Milanu i bliskog Hildebrandovog prijatelja i suradnika. On je 1. listopada preuzeo papinsku stolicu i uzeo ime Aleksandar II.
Taj izbor, međutim, nije protekao bez ozbiljnih otpora od strane protureformski nastrojenog rimskog plemstva, ali i lombardijskih biskupa. Zbog njih su sudionike izbora u samom Rimu morali štititi normanski vitezovi. Protureformske snage su se okupile oko Guiberta, kraljevskog kancelara Italije, a pod čijim je vodstvom u Baselu 28. listopada održan crkveni sabor na kome je biskup Parme Pietro Cedal postao protupapa, pod imenom Honorije II. Honorije i njegove pristaše su potom započele pohod na Rim, gdje su, nakon kraće borbe s Aleksandrom II. i njegovim pristašama 14. travnja 1062. zauzele baziliku sv. Petra. 
Dalje krvoproliće je zaustavio tek vojvoda Gottfried III. od Donje Lotaringije, nagovorivši papu i protupapu da odu u svoje matične biskupije i čekaju presudu rimsko-njemačke carice Agneze iz Poitoua. Puč kojim je vlast u Carstvu preuzeo nadbiskup Anno II. od Kölna je, ipak prevlast stavio na stranu Aleksandra II., iako je Honorije iz Rima istjeran tek 1063. godine, a spor formalno završen saborom u Mantovi, 31. svibnja 1064. godine, kojim je Honorije anatemiziran.
Sljedeći izbor za papu je održan 22. travnja 1073. kada je novim papom postao Hildebrand, uzevši ime Grgur VII.

## Kardinali
Na konklavi 1061. sudjelovalo je šest kardinala-biskupa:
| Kardinal              | Sjedište  | Naslov i titula               | Zaređen            | Zaredio ga  |
| --------------------- | --------- | ----------------------------- | ------------------ | ----------- |
| Bonifazio             | Apulia    | Kardinal-biskup Albana        | prije 1054.        | Lav IX.     |
| Pietro                |           | Kardinal-biskup Tusculuma     | prije 1057.        | Viktor II.  |
| Giovanni              |           | Kardinal-biskup Porta         | 1057.              | Stjepan IX. |
| Petar Damjan          | Ravenna   | Kardinal-biskup Ostije        | 30. studenog 1057. | Stjepan IX. |
| Bernardo da Benevento | Benevento | Kardinal-biskup Palestrine    | 1061.              | Nikola II.  |
| Mainardo od Pomposa   | Talijan   | Kardinal-biskup Silva Candide | svibanj 1061.      | Nikola II.  |